# Новоугрузьке
Новоугру́зьке — село в Україні, у Ковельському районі Волинської області.
Населення становить 194 осіб. Входить до складу Рівненської сільської громади.

## Історія
Якщо виходити з підтвердженої археологічно версії С. Панишка, давньоруське місто Угровеськ розташовувалося на правому березі Бугу, тобто знаходиться на терені сучасної України. Його ототожнюють з городищем поблизу села Новоугрузьке Волинської області, де розкопками виявлено археологічні матеріали XII—ХІІІ ст. та сліди якоїсь будівлі, можливо башти.
У 1906 році Вулька-Угрузька, село Гущанської волості Володимир-Волинського повіту Волинської губернії. Відстань від повітового міста 83  версти, від волості 8. Дворів 53, мешканців 357.

## Населення
Згідно з переписом УРСР 1989 року чисельність наявного населення села становила 211 осіб, з яких 95 чоловіків та 116 жінок.
За переписом населення України 2001 року в селі мешкали 194 особи. 100 % населення вказало своєю рідною мовою українську мову.